# 아직 끝나지 않았다
《아직 끝나지 않았다》(프랑스어: Jusqu'à la garde, 영어: Custody)는 2017년 프랑스의 드라마 영화이다. 그자비에 르그랑가 감독과 각본을 맡았다. 제74회 베네치아 국제 영화제 은사자상, 제44회 세자르상 작품상·각본상·여우주연상 수상작이다. 

## 출연

### 주연
- 레아 드루케
- 드니 메노셰
- 토마 지오리아
- 마틸드 오느뵈

### 조연
- 마튜 사이칼리
- 장 마리 윈링
- 마르틴 밴데빌
- 장 클로드 레궈이
- 줄리엔 루카스
- 플로렌스 자나스
- 사디아 벤타이브

## 기타
- 음향: 줄리앙 시카트
- 음향: 줄리앙 로이그
- 미술: 제레미 스페즈
- 세트: 에밀리 페렌크
- 의상: 로렌스 포그
- 배역: 유나 드 페레티